# Discovery Bay (Hongkong)
Discovery Bay is een ontwikkelingsgebied met een lage bevolkingsdichtheid voor wonen in Hongkong. Discovery Bay ligt aan de noordoostkust van Lantau eiland en beslaat twee baaien; Tai Pak baai en Yi Pak baai. Discovery Bay ligt op ongeveer 16 kilometer ten westen van het dichtstbijzijnde punt op Hong Kong Island.
Begin 2004 heeft de plaats ongeveer 16.000 inwoners uit meer dan 30 verschillende landen. Hieronder ook veel Nederlanders. Discovery Bay (populaire afkorting: Disco Bay) heeft hierdoor een reputatie als een expatriate enclave.
De gemeenschap bestaat nu uit twaalf ontwikkelingsfases met huizenbouw. Deze huizenbouw varieert van grote huizen met tuinen tot torenflats. Er worden een aantal nieuwe uitbreidingsfases gepland. Op slechts twee kilometer van Discovery Bay ligt het Hong Kong Disneyland Resort aan Penny's baai.

## Geschiedenis
Van origine was Discovery Bay in het begin van de jaren zeventig door Hong Kong Resort International Limited als een vakantie resort bedacht met hotels en golfbanen. Het idee sloeg echter niet aan en het plan werd gewijzigd en het gebied werd ontwikkeld als een woongebied in een parkgebied aan het begin van de jaren 80. Dit idee sloeg meteen aan en de eerste fase woningbouw die te koop werd aangeboden in 1982 was vrijwel meteen uitverkocht. Zelfs in tijden van een zwakke woningmarkt werden nieuwe fases van Discover Bay vrijwel altijd meteen uitverkocht.

## Bijzonderheden
Discovery Bay is in zijn geheel privébezit; waarbij het bedrijf Hong Kong Resort International Limited het gebied beheert en ontwikkelt. Ook worden door de beheerder faciliteiten en transportdiensten aangeboden. Tot het jaar 2000 had Discovery Bay zelfs zijn eigen watervoorziening vanaf het reservoir bij de golfbaan bovenaan een vallei. De enige faciliteiten die door de regering verzorgd worden zijn een politiepost, brandweerstation en  ambulance garage, een postkantoor en door de regering gesubsidieerde scholen.
Het leven in Discovery Bay is gecentreerd rond de Plaza. Hier vindt men verschillende restaurants met terrassen, winkels, klinieken en zelfs een dierendokter.
Discovery Bay heeft ook veel andere faciliteiten waaronder een door de mens aangelegd strand, vier recreatie clubs waaronder een golfbaan met 27 holes en een jachthaven (waar sommige inwoners op hun jacht wonen).
Beken en andere stromen komen ook uit de bergen en monden in de baaien uit. Fietspaden en wandelpaden verbinden Discovery Bay met andere plaatsen op Lantau eiland waaronder het Trappisten Haven Monastery en Mui Wo.

### Scholen
Discovery Bay heeft drie kleuterscholen en twee basisscholen. Van de basisscholen is een volledig Engels en de ander volledig chinees (mandarijn) Er zijn twee middelbare scholen in Discovery Bay waarvan één school het gehele IB aanbiedt. Er wordt ook onderwijs in het Nederlands gegeven op een van de basisscholen. Dit gebeurt een keer per week en wordt grotendeels begeleid door Nederlandstalige ouders.

## Transportsysteem
Auto's zijn verboden in Discovery Bay op een aantal uitzonderingen na zoals bussen en leveringsvoertuigen voor bedrijven. Discovery Bay heeft daarom een intern bussysteem dat bijna alle straten beslaat en zeer regelmatig 24 uur per dag rijdt. Ook wordt het aan de bewoners toegestaan om voor een hoge prijs een golfwagentje te bezitten. Het aantal vergunningen dat hiervoor afgegeven wordt is echter beperkt en duur. Veel mensen lopen daarom aangezien de afstanden beperkt zijn of fietsen.
De belangrijkste toegang tot Discovery Bay is door middel van een 24-uurs veerdienst verzorgd door HKR International Limited. De veerponten vertrekken vanaf de Plaza in Discovery Bay waar ook alle interne buslijnen eindigen. De veerponten verzorgen een directe dienst met het Central district op Hongkong eiland in ongeveer 25 minuten. De veerpont pier ligt vlak bij het Hong Kong Station waar verschillende metrolijnen en ook de Airport express stoppen. Vanaf naastgelegen pieren kan men hier ook ponten naar andere eilanden pakken.
Vanaf het bij de jachthaven van discovery Bay gelegen plaatsje Nim Shue Wan vertrekken er ook veerponten geopereerd door de firma Kai-to naar het nabijgelegen eiland Peng Chau (10 minuten) en Mui Wo (20 minuten) op Lantau.
Tot het jaar 2000 was er geen landverbinding voor auto's met Discovery Bay. De baaien worden namelijk aan de landzijde afgesloten door een hoge en steile heuvelrug. In het jaar 2000 werd er een tunnel in gebruik genomen die Discovery Bay verbindt met de North Lantau Expressway. Sindsdien rijdt er een bus naar het nabijgelegen Tung Shung en ook naar de luchthaven van Hongkong, Chek Lap Kok. De reistijd naar de luchthaven bedraagt hierdoor slechts een half uur en dit heeft Discovery Bay populair gemaakt bij de medewerkers van luchtvaartmaatschappijen om te verblijven.

## Nieuwe ontwikkelingen
Een nieuw project genaamd "Siena" dat ligt aan de Yi Pak baai wordt op dit moment gebouwd in vier fases. Er worden meer woningen gebouwd en er is een nieuw groot park gepland een residents club, een groot winkelcentrum een hotel en een tweede pier voor de veren.
Ondanks de slechte woningmarkt in Hongkong waren de eerste twee fases van het Siena project snel uitverkocht in 2002 en 2003.
In januari 2004 werd de residents club, Club Siena geopend en is het werk gestart aan de fases 3 en 4 van Siena. De eerste nieuwe school in het project is gepland om te openen in 2006. De openingsdata voor de andere faciliteiten zijn onbekend.